# Неделя моды

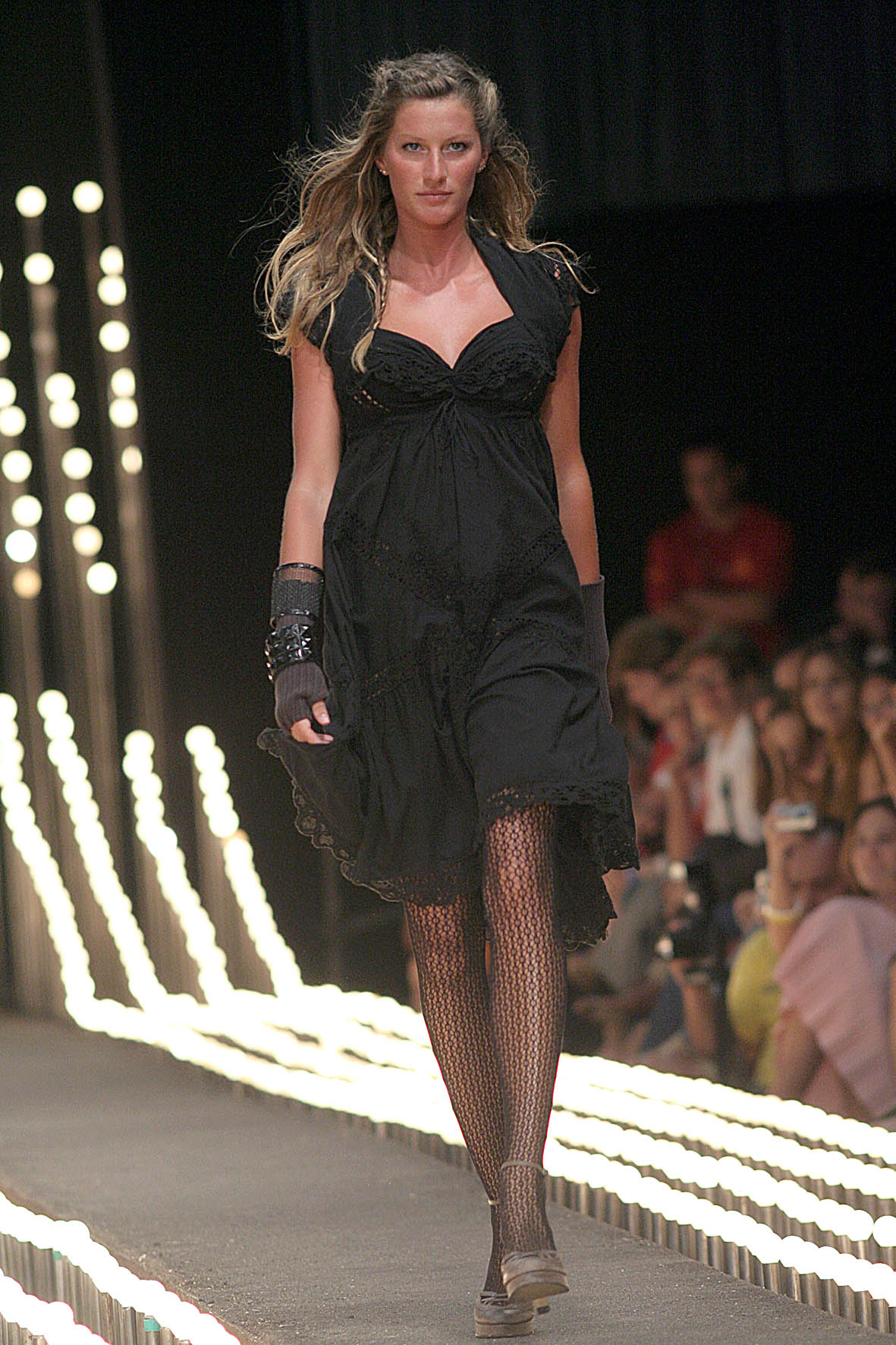
Бразильская супермодель Жизель Бюндхен на неделе моды в Рио, зима 2007

Неделя моды — событие в индустрии моды, которое длится около недели, предназначенное для того, чтобы дизайнеры или «дома моды» имели возможность продемонстрировать свои коллекции и дать зрителям возможность оценить тенденции в мире моды, прежде всего, в данном сезоне. Самые известные недели моды проводятся каждые полгода в традиционных «столицах моды»: 
 Нью-Йорк (7—15 февраля и 1—8 сентября), Лондон (16—19 февраля и 9—16 сентября), Милан (20—26 февраля и 17—24 сентября), Париж (27 февраля—6 марта и 25 сентября—1 октября).
За ними следуют многие другие показы мод, например, Неделя моды в Лос-Анджелесе (март и октябрь), Сан-Паулу (апрель и ноябрь), Москва и Санкт-Петербург (май и декабрь), Токио и Хельсинки (июнь и январь), Шанхай, Берлин, Мадрид и Вашингтон (июль/август и январь/февраль).
Главные требования к моделям, выходящим на подиум: возраст — старше 16, размер одежды — больше чем нулевой.